# Pinet
Pinet és un municipi del País Valencià a la Vall d'Albaida, a l'extrem nord-oriental de la comarca.

## Geografia
Se situa en el sector nord-est de la Vall d'Albaida. El relleu està marcat per una vall de forma circular, amb fons de margues rogenques depositades per l'erosió de les aigües des de les muntanyes que tanquen la vall pel nord-est i el nord.
El clima és mediterrani típic, amb estius calorosos i hiverns un poc freds, amb al voltant de dues nevades a l'any. Les precipitacions oscil·len al voltant dels 600 mm anuals, encara que en els últims anys s'estan superant els 1.000 mm, principalment per la precipitació que acumula la zona a la tardor degut a la gota freda.
El terme municipal de Pinet limita amb Barx, Quatretonda, Gandia i Llutxent, totes elles de la província de València.
Des de València, s'arriba a Pinet a través de la A-7 per a enllaçar amb la CV-40 i la CV-60 i finalitzar en la CV-610 i CV-608.

## Història
Històricament ha pertangut a la baronia de Llutxent, exercint el senyoriu la família Maza i després les cases de Mandas i Dosaigües.
En 1530, el papa Climent VII va crear la vicaria de Pinet, que va estar regentada pels dominics de Llutxent fins a 1835.

## Economia
Els cultius són tots de secà, sent el més estés el de l'olivera, seguit per la pruna, l'ametler i la garrofa. Els cereals d'hivern que antigament s'intercalaven entre l'arbrat han desaparegut actualment. La ramaderia comprén més de 20 granges avícoles i alguna granja porcina.
La manca d'indústria ha provocat un progressiu despoblament.

## Demografia
| 1990 | 1992 | 1994 | 1996 | 1998 | 2000 | 2002 | 2004 | 2005 | 2007 | 2016 |
| ---- | ---- | ---- | ---- | ---- | ---- | ---- | ---- | ---- | ---- | ---- |
| 268  | 249  | 252  | 235  | 228  | 212  | 207  | 192  | 185  | 190  | 163  |

## Monuments d'interés
- Església Parroquial. Està dedicada a Sant Pere Apòstol.

## Festes locals
- Festes Patronals. Se celebren l'últim cap de setmana de juny, en honor de Sant Pere i del Crist de la Muntanya.